# Ленкштайн
Ленкштайн (нем. Lenkstein) — гора в горной цепи Ризерфернергруппе системы Центральных Восточных Альп. Расположена на границе австрийской земли Тироль и итальянской провинции Южный Тироль области Трентино-Альто-Адидже. 

## Описание
Гора Ленкштайн является одной из вершин горной группы Ризерфернергруппе, расположенной на австрийско-итальянской границе между Восточным и Южным Тиролем. Она расположена примерно в 3,5 километрах к северо-востоку от самого высокого пика массива Ризерфернергруппе горы Хохгалль. Через Ленкштайн проходит граница между национальным парком Высокий Тауэрн и природным парком Ризерфернер-Арн.

## Восхождение
На вершину можно подняться с юго-востока от долины Деферегген в Восточном Тироле, а также с запада - от Южного Тироля. Оба пути подъёма в основном отмечены.
Восхождение с юго-востока первоначально ведёт через долину Патшер к хижине Бармер-Хютте (2610 м). От хижины маршрут спускается в северном направлении, далее ровно,  пока гребень не поднимется чуть выше вершины Росхорншарте (2916 м) по крутому скалистому подъёму, закреплённому проволочными канатами. Затем путь проходит к главному хребту и к гребню или по фирну к вершине.
В конце долины Рейнталь, ответвления долины Тауферер Арнталь, подъём начинается с запада в деревне Рейн (1595 м). Путь ведет через долину Рейнталь, затем через западный склон и через последний участок южного гребня. Хижина Касселер-Хютте (2276 м) может быть использована в качестве базы.